# Kurska Anomalia Magnetyczna
Kurska Anomalia Magnetyczna – jedna z największych i najwcześniej znanych lokalnych anomalii magnetycznych. Odchylenie pola magnetycznego wywołane jest przez największe na świecie złoże rud żelaza, których zasoby oceniane są na około 40 mld ton. Znajduje się ona w okolicach Kurska, w zachodniej części Rosji w obwodach kurskim, biełgorodzkim i orłowskim.